# Бокс голими кулаками

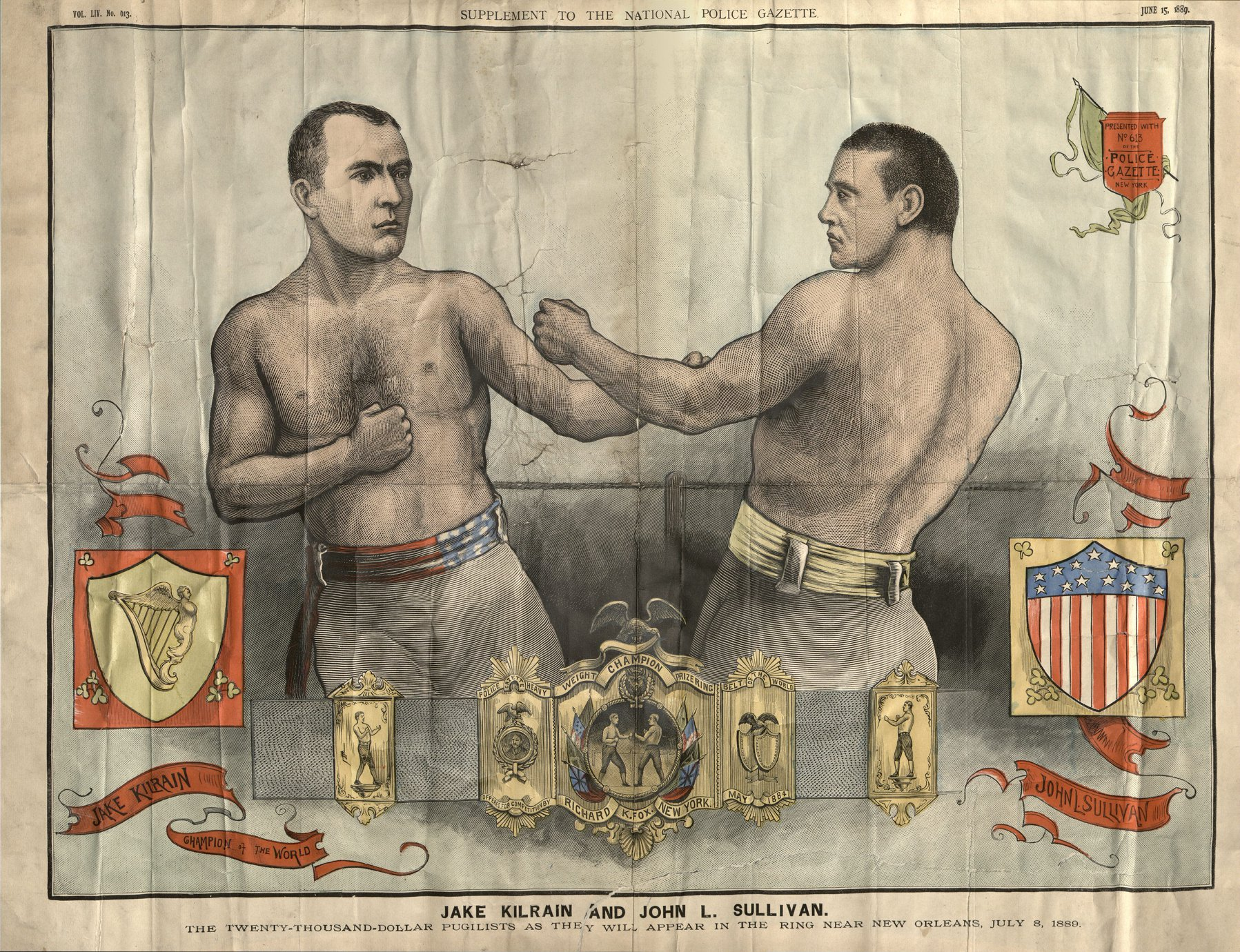
Афіша бою Джона Саллівана проти Джейка Кілрейна, останнього чемпіонського бою без рукавичок, опублікована в Національній поліційній газеті США

Бокс голими кулаками, бокс без рукавичок (англ. bare-knuckle) — початкова стадія розвитку боксу, що відокремлює сучасний бокс від кулачного бою. Від останнього відрізняється тим, що бої проводяться за боксерськими правилами, як правило в імпровізованому рингу. Поєдинки проводилися як один проти одного у звичному для сучасного боксу форматі, так і проти кількох суперників поспіль або відразу. Як пережиток ери кулачних бійців на Заході збереглася традиція фотопортретів видатних боксерів сучасності зі стиснутими кулаками без рукавичок та інших анахронізмів.

## Історія

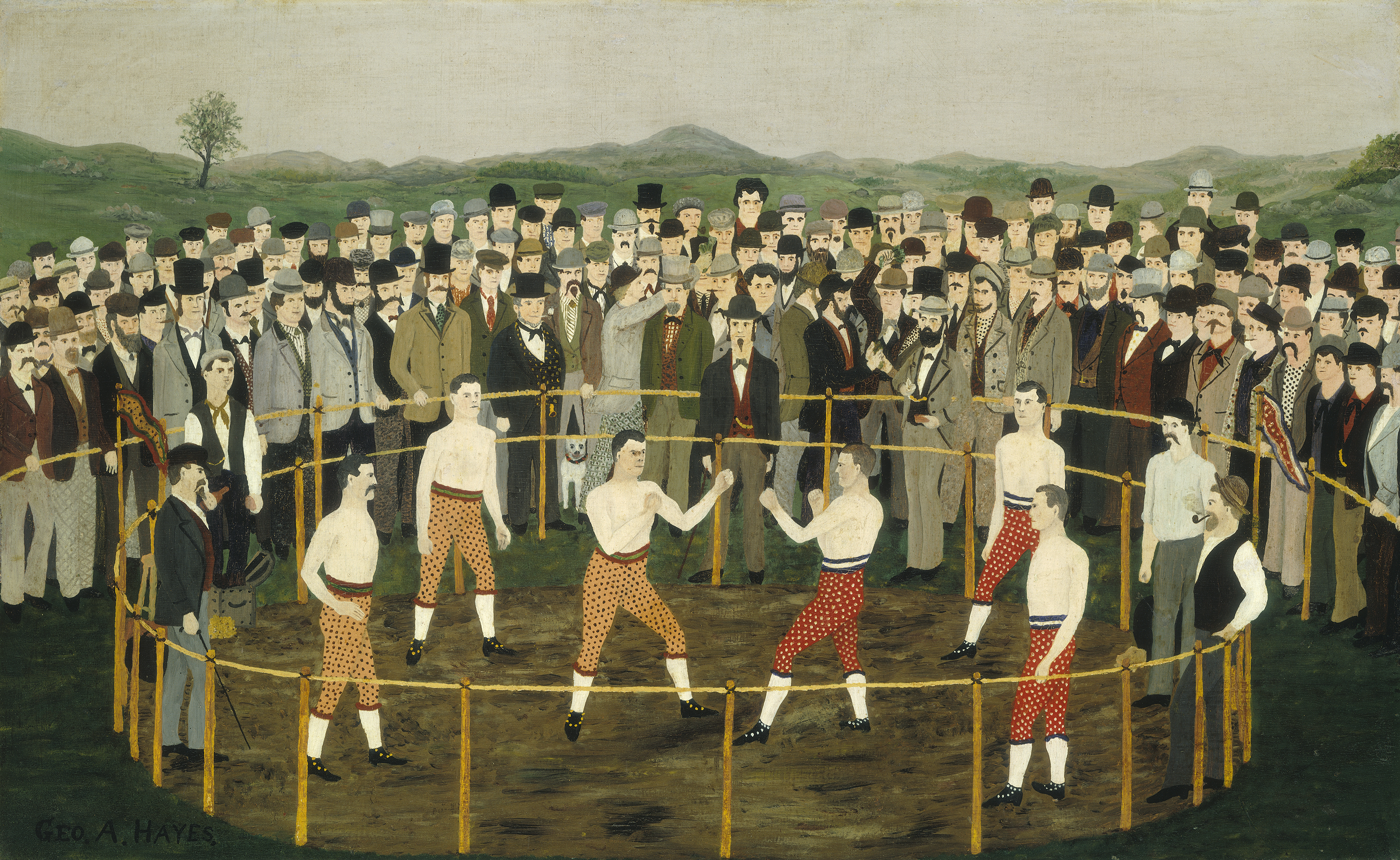
«Кулачні бійці». Картина Джорджа Хейса. Троє проти трьох по черзі у круглому рингу, без рефері.

### Період співіснування
Власне сучасниками це єдиноборство називалося просто «бокс», але з появою боксерських рукавичок його стали називати «боксом голими кулаками» на противагу «боксу в рукавичках» (gloved boxing). Спочатку два види спорту співіснували, причому спочатку бокс у рукавичках вважався сучасниками невидовищним (оскільки фактор кровопролиття був істотно менш виражений, поєдинки в рукавичках носили менш запеклий характер) і був значно менш прибутковим у порівнянні з боксом голими кулаками, але з часом ера кулачних бійців у історії боксу завершилася, сучасний бокс поступово витіснив бокс без рукавичок. Різниця між двома видами спорту була дуже суттєвою, оскільки відсутність рукавичок давала перевагу спортсмену, який використовував борцівські прийоми й вдавався до різноманітних сумнівних дій. У рукавичках було складніше робити борцівські прийоми, захоплення та кидки, бити пальцями в очі, долонею на розмах, чіплятися за волосся, одяг, кінцівки та виступаючі частини обличчя, вдавлювати пальці в очі, тримати суперника одночасно завдаючи ударів, та проводити інші сумнівні дії, які правилами не охоплювалися, а розцінювалися як допустимі чи неприпустимі на власний розсуд рефері, який у прямому сенсі цього терміну був «суддею в рингу», а не технічним працівником, який стежить за дотриманням формалізованого набору правил. Оскільки нокаутуючий потенціал ударів голими кулаками значно вищий у порівнянні з ударами в рукавичках, а блокувати удар суперника голою рукою проблематичніше, ніж у рукавичках, у боксі голими кулаками набагато більше значення мав фактор одиночного «шаленистого» удару (lucky punch), у зв'язку з чим техніка ударних серій та комбінацій ударів була розвинена значно менше в порівнянні з боксом у рукавичках, зате набагато розвиненішою була техніка борцівських прийомів у стійці, що поєднувала в собі елементи боротьби на поясах з вільною боротьбою (у цьому плані поєдинки без рукавичок мали схожість із сучасними боями за правилами MMA).
Оскільки поєдинки проводилися у світлий час доби й кожен наступний раунд завершувався після чергового падіння одного або обох суперників на ґрунт, критично важливим фактором була суперечка представників обох протиборчих сторін про позицію кутів, яку вони займали по відношенню один до одного і до сонця, що зійшло: Позиція спиною до сонця вважалася виграшною щодо протилежної сторони, зверненою обличчям до сонця, яка вважалася наперед програшною. Суперечка про позицію сторін у рингу починалася вдосвіта перед поєдинком і нерідко доходила до бійки між секундантами боксерів. Сама по собі роль кутових епохи боксу голими кулаками була істотно важливішою, ніж у сучасному боксі, оскільки протягом поєдинку вони багато разів збігалися в ринг для рознімання суперників, що зчепилися, і затягування назад в кут боксерів, що впали, не здатних самостійно піднятися. З цієї причини, словесні перепалки з бійками, що швидко переходили у групову бійку між кутовими протиборчих сторін у проміжках між раундами так само були нерідким явищем. У сучасному боксі роль кутових боксера виражена набагато менш явно і зводиться головним чином до виконання набору технічних функцій, ніж до приведення поваленого боксера до тями й відкритої фізичної конфронтації проти кутових суперника.

На рубежі XIX–XX століть бої без рукавичок у США та Великій Британії були прирівняні до вуличної бійки та заборонені законом. Іронія історії полягала в тому, що сучасний бокс у рукавичках, який був маловідомий у США і практично ніким не практикувався, набув популярності й став легітимним завдяки останньому чемпіону світу з боксу без рукавичок Джону Саллівану, який, будучи непереможним кулачним бійцем, вважав за краще боксувати в рукавичках. оскільки це виключало різні «брудні» прийоми, до яких нерідко вдавалися його суперники й нерідко наполягав на проведенні поєдинку в рукавичках. Салліван, впевнений у силі свого удару і розраховував «перебити» свого чергового суперника в лютому розміні ударами (що йому завжди вдавалося, як правило, у першому ж раунді), з цілком зрозумілих причин волів не вплутуватися в марну боротьбу в клінчі, що практично завжди приводила до падіння обох боксерів в «старий добрий американський бруд» і катанням суперників, що продовжувалися катанням, стрімголов на землі (на той час навіть чемпіонські поєдинки без винятку проводилися на відкритому ґрунті, просто неба, при природному освітленні).

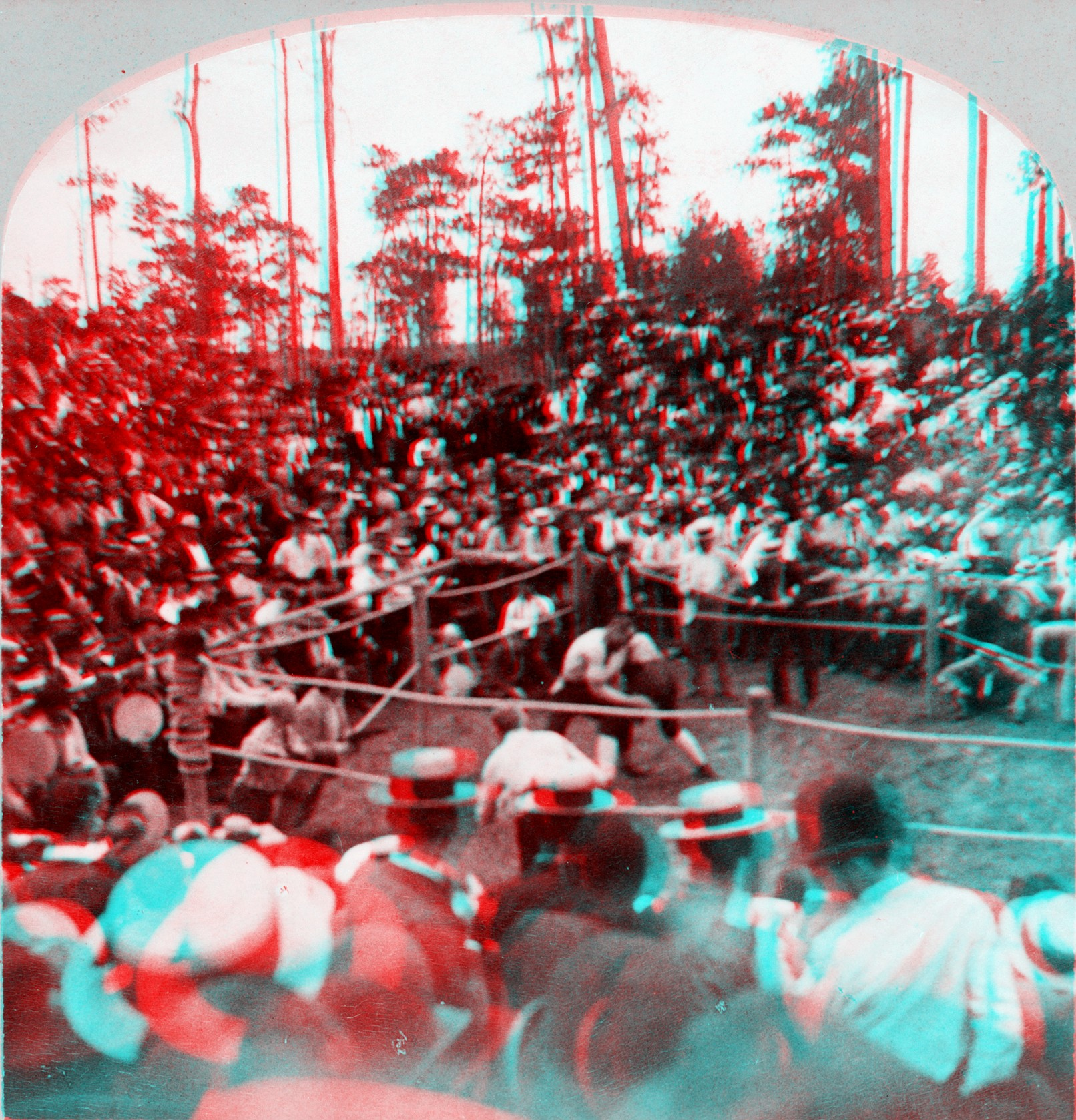
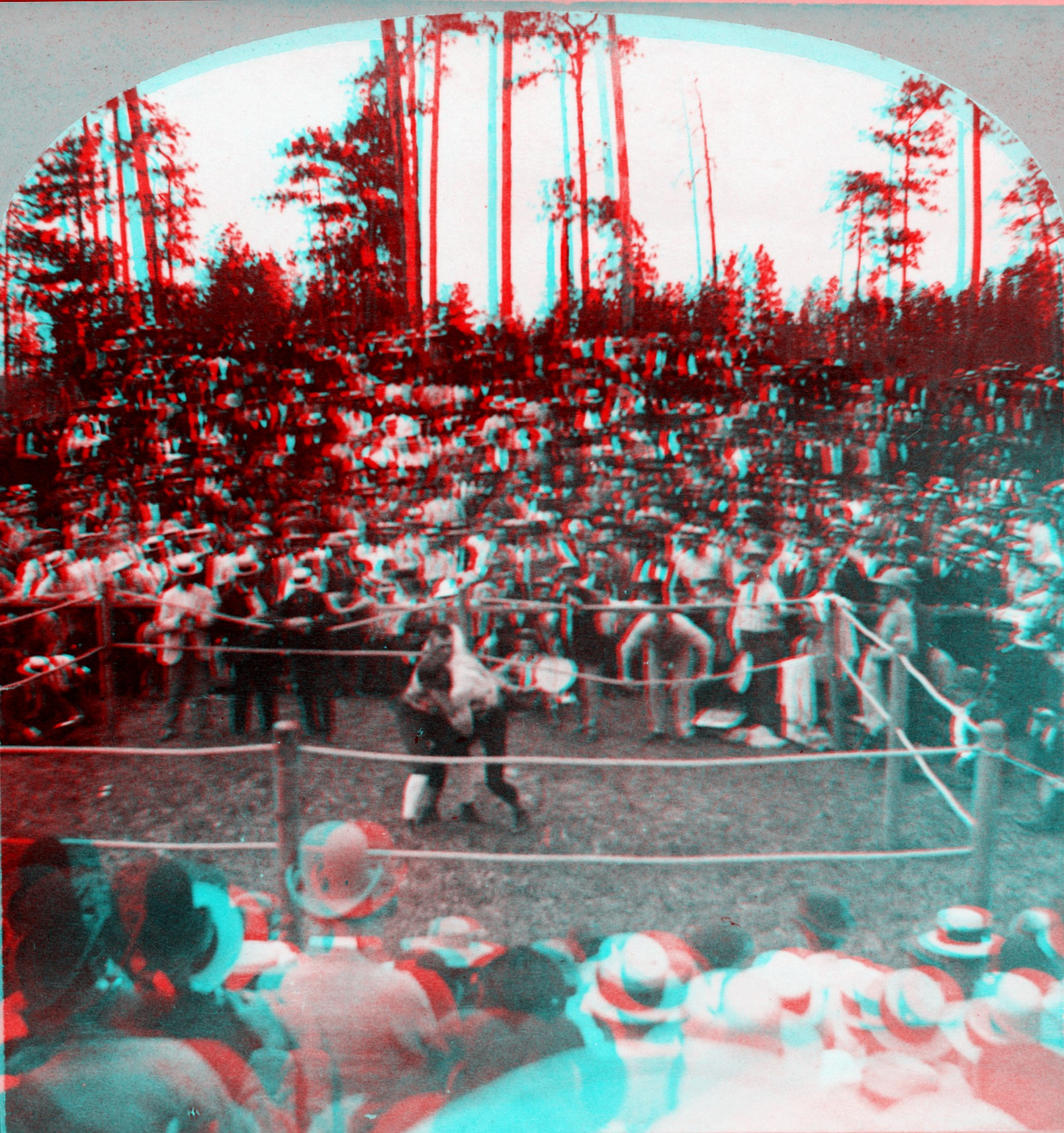
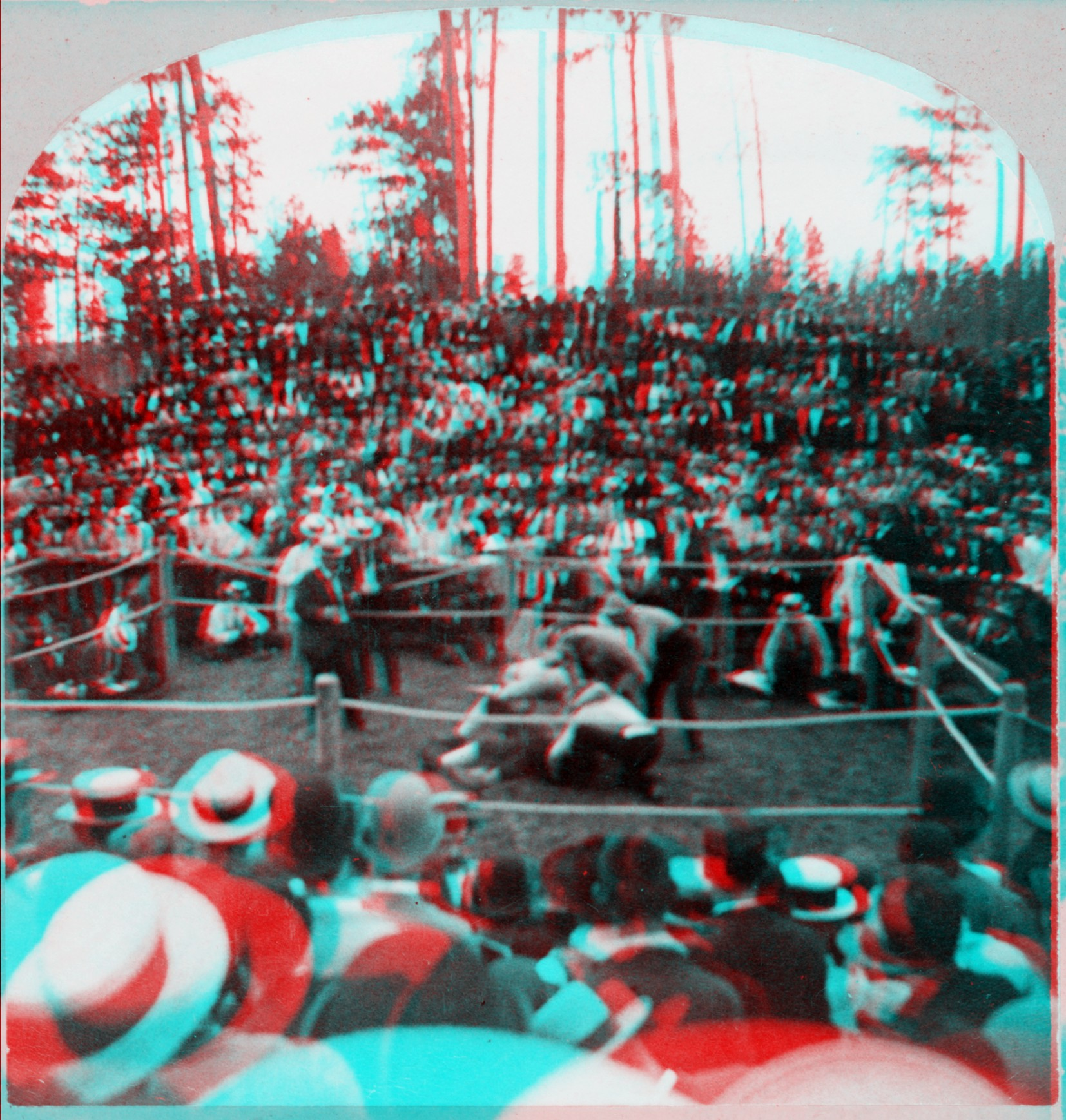

З початком проведення поєдинків у рукавичках, у критих приміщеннях, при штучному освітленні, чинник вибору переважної позиції сторін у рингу пішов у минуле. У міру збільшення маси та якості рукавичок поступово знизився рівень травматизму у боксі.

### Друге народження
Друге народження боксу голими кулаками на Заході припало на міжвоєнний період, епоху Великої депресії та частково на післявоєнний період, коли нелегальні поєдинки проводилися на тоталізаторі та привертали увагу мафії, гангстерів та букмекерів, оскільки забезпечували швидкий прибуток і не оподатковувалися.

### Третє народження
Третє народження боксу голими кулаками почалося в США підспудно у 1990-ті роки, у ряді штатів стали проводитися напівлегальні поєдинки, нарешті з цього спорту зняли законодавчу заборону, у 2018 році виникла перша регулююча організація, стали проводитися національні та світові чемпіонати. Сучасні чемпіонські поєдинки голими кулаками за правилами BKFC (США) та за правилами BKB (Велика Британія) передбачають проведення поєдинків у закритому приміщенні, при штучному освітленні. Американські правила передбачають проведення поєдинків із двохвилинними раундами у круглому рингу з вісьмома стійками, британські правила передбачають проведення поєдинків із двохвилинними раундами у звичному квадратному рингу.

## Хронологія
Нижче наводяться деякі значущі дати історії боксу голими кулаками:
Нова історія
- 1681 — перша публікація про поєдинок без рукавичок в англійській газеті.
- 1719 — перший чемпіонський бій без рукавичок, проведений в Англії.
- 30 травня 1880 — перший чемпіонський бій за титул чемпіона світу за правилами Лондонського призового рингу.
- 8 липня 1889 — останній чемпіонський бій за титул чемпіона світу за правилами Лондонського призового рингу.

Новітня історія
- 5 серпня 2011 — перший матч, проведений на території індіанської резервації в штаті Аризона і санкціонований органами місцевого самоврядування корінного населення (американських індіанців).
- 20 березня 2018 — законодавча влада штату Вайомінг першою серед американських штатів легалізувала бокс голими кулаками. Засновано організацію Bare Knuckle Fighting Championship
- 2019–2020 — Хвиля зародження нових промоушенів, що проводять бої на голих кулаках.

## Список промоушенів
В цей час у світі існує кілька промоушенів (організаторів турнірів у видовищно-комерційному спорті), що працюють у сфері боксу голими кулаками.
- Bare Knuckle Boxing (BKB). Промоушен з Великої Британії, сама назва якого означає «бокс голими кулаками», заснований у 2017 році та найпопулярніший у Європі.
- Bare Fist Boxing Association (BFBA). Промоушен із Великої Британії.
- Bare Knuckle Fighting Championship (BKFC). Промоушен із США, штат Філадельфія. Ліга заснована у 2018 році. Конкурує з ВКВ за статус найбільшого у світі.
- Bare Knuckle Combat League (BKCL). Промоушен із США, був активний у 2017—2019 роках, провів 11 подій.
- Mahatch Fighting Championship — перша і найбільша українська ліга.
- Top Dog FC — перший у Росії промоушен боїв на голих кулаках, що існує з грудня 2019 року.
- Hardcore FC — найбільший російський промоушен, заснований у червні 2020 року.
- Punch Club — невелика російська ліга, що існує з березня 2020 року, але з 2021 року перестала проводити бої на голих кулаках, а проводить бої в ММА-рукавичках.
- «Кулак» — невелика російська ліга з Санкт-Петербурга, що існує з травня 2020 року. Особливість — дозволені удари ліктями з клінчу.
- Ultimate Fonbet Fighting — російська ліга, організована букмекерською конторою «Фонбет» за підтримки AMC Fight Nights Global у вересні 2020 року. Не стала популярною.

Світові ЗМІ звернули увагу на те, що кулачні бої стають популярними в Росії. Особливістю російських промоушенів є їхня орієнтація на російську інтернет-аудиторію: продаж платних трансляцій або демонстрація боксу голими кулаками по ТБ в Росії не є популярною. Прямі трансляції або записи боїв зазвичай публікуються на загальнодоступних безкоштовних відеохостингах (наприклад YouTube), де вони монетизуються шляхом реклами.